# Санники (Новодугинский район)
Санники — деревня в Новодугинском районе Смоленской области России. Входит в состав Высоковского сельского поселения. 
Расположена в северо-восточной части области в 18 км к юго-западу от Новодугина, в 0,1 км западнее автодороги Р134 «Старая Смоленская дорога» Смоленск — Дорогобуж — Вязьма — Зубцов. В 5 км юго-восточнее деревни расположена железнодорожная станция О.п. 232-й км на линии Вязьма — Ржев.

## История
В годы Великой Отечественной войны деревня была оккупирована гитлеровскими войсками в октябре 1941 года, освобождена в марте 1943 года.